# مواد رنگزای طبیعی

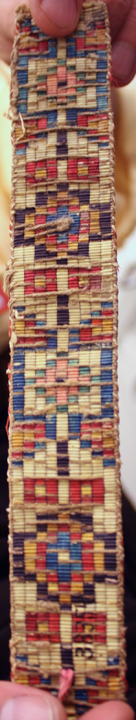
استفاده از مواد رنگزای طبیعی در صنایع دستی مردم بومی آمریکا

مواد رنگزای طبیعی دسته‌ای از رنگینه‌هایی با ثبات عالی و متوسط هستند که ریشه گیاهی و حیوانی دارند و بیشتر در رنگرزی سنتی نقش مؤثری دارند. روناس، اسپرک، نیل، گل بابونه، برگ انگور عسگری، چغندر، پوست پیاز، برگ درخت توت، وسمه، گل رنگ، گل جعفری، برگ انجیر، پوست انار، بلوط، پوست گردو، هلیله، سماق، زعفران، جاشیر و غیره از گیاهانی هستند که در ایران یافت شده و از مواد رنگزای آن‌ها در رنگرزی استفاده می‌شده‌است.
- وسمه: کشت این گیاه توسط انسان دارای قدمت زیادی‌است. به دلیل داشتن رنگدانه‌ آبی و بنفش از عصاره گیاهی آن برای رنگرزی استفاده می‌کنند.[۵]
- روناس: ماده رنگزای روناس ترکیبی‌است به نام آلیزارین که در ریشه آن قرار گرفته‌است. با کم و زیاد کردن درصد دندانه و نوع آن، از این ماده شیدهای قرمز به دست می‌آید.[۶]
- تمشک: این گیاه بیشتر در مناطق مرطوب و شمال ایران می‌روید و مصرف خوراکی دارد و جوانه‌های گیاه قسمت رنگ زای آن محسوب می‌شوند و در فصل بهار جمع‌آوری می‌گردد و از آن رنگ خاکستری تیره حاصل می‌گردد.[۷]
- اسپرک (ورث): گیاهی‌است که در تمام نقاط ایران یافت می‌شود. با رنگینه آن انواع رنگ‌های زرد به دست می‌آید مثل طلایی، زرد، زرد طلایی، زرد کدر و شفاف.[۸]
- نیل: ایندیگو یا نیل، برای تهیه شیدهای آبی تا سرمه‌ای استفاده می‌شود. گاهی نیل را در جاشیر، همراه با دندانه می‌جوشانند و رنگ سبز می‌گیرند و با افزودن روناس به آ ن رنگ بنفش می‌سازند. از وسمه نیز رنگ آبی به دست می‌آید.[۹]
- مازو: از مازو در صنعت چرم‌سازی، مرکب سازی، رنگرزی و نیز پزشکی برای درمان سوختگی‌ها بهره می‌برند. مازوها انواع و رنگ‌های گوناگونی دارند. بهترین مازوها از برخی گونه‌های بلوط (مانند Pedunculate Oak) به دست می‌آید.[۱۰]
- سرخس وحشی: این گیاه بیشتر در مناطق مرطوب و شمال ایران می‌روید و ماده رنگ زایی آن در سر شاخه‌های گیاه یافت می‌شود و از آن رنگ سبز متمایل به زرد و خاکستری به دست می‌آید (رنگ سبز مایل به زرد با رعایت نسبت مواد دندانه بستگی خواهد داشت).[۱۱]
- پیاز: گیاهی یک ساله که مصرف خوراکی دارد و قسمت رنگ زای آن در پوست نازک یافت می‌شود و از آن رنگ‌های مسی، نارنجی و پوست پیازی حاصل می‌گردد.[۱۲][۱۳]
- پوست انار: مانند اسپرک رنگ زرد تولید می‌کند ولی ثبات آن را ندارد. از گل زعفران، برگ مو (در اراک و مناطق مرکزی ایران)، جاشیر (در فارس) و گندل (در لرستان و کردستان و دیگر مناطق غربی ایران) نیز رنگ زرد و نارنجی به دست می‌آید.[۱۴][۱۵][۱۶]
- پوست گردو: ماده رنگزای موجود در پوست گردو ترکیبی‌است به نام جاگلون که با آن انواع شیدهای قهوه‌ای روشن تا مشکی و خاکستری را می‌توان ایجاد نمود. تنوع این رنگ‌ها بستگی به استفاده از دندانه‌ها و مواد کمکی افزوده شده دارد. از گیاه سماق نیز برای تهیه رنگ‌های قهوه‌ای استفاده زیادی می‌شود.[۱۷][۱۸]
- جَفت: جفت پوسته بین مغز و پوست میوه بلوط است که از آن رنگ بژ به دست می‌ آ ید.[۱۹]
- توت: درخت توت در مناطق معتدل و گرم می‌روید که میوه آن مصرف خوراکی دارد و برگ‌های آن ماده رنگ زایی دارد و میزان رنگ دهی آن کم است و از آن رنگ سبز مغز پسته‌ای حاصل می‌گردد.[۲۰]
- قرمز دانه: بهترین ماده رنگزایی که از حشره‌ای به همین نام تهیه می‌شود. این حشره اغلب بر روی درختان بلوط، سرو، کاج و کاکتوس زندگی می‌کنند. در آسیا، اروپا، آفریقا و آمریکای جنوبی فراوان است. قرمز دانه را خشک کرده و به صورت پودر در آب و اسیدهای معدنی حل می‌کنند. حاصل، رنگ قرمز خوبی‌است که اگر به جای اسید از ماده‌ای قلیایی استفاده شود رنگ بنفش به دست می‌آید و از ترکیب با رنگ‌های گیاهی، انواع شیدهای رنگی تولید می‌کند. معروفترین قرمز دانه‌ها؛ قرمز دانه نپال و کاسیل (مکزیک) است. نام علمی این رنگ اسید کارمنیک است. انواع قرمز دانه عبارتند از: قرمز دانه هندی، لهستانی، مکزیکی، ارمنی، کرم ورمیلو. برای دندانه قرمز دانه از آب زرشک، قره‌قروت و آب انگور استفاده می‌کنند.[۲][۲۱][۲۲][۲۳]